# Dommartin (Doubs)
 Dommartin  es una comuna y población de Francia, en la región de Franco Condado, departamento de Doubs, en el distrito y cantón de Pontarlier. Está integrada en la Communauté de communes du Larmont.

## Demografía
Forma parte de la aglomeración urbana de Pontarlier.
| 264 | 251 | 287 | 310 | 291 | 277 | 306 | 354 | 360 | 372 | 328 | 297 | 282 | 251 | 258 | 250 | 223 | 225 | 225 | 210 | 200 | 197 | 163 | 164 | 179 | 186 | 181 | 210 | 292 | 482 | 466 | 492 | 562 |
| Para los censos de 1962 a 1999 la población legal corresponde a la población sin duplicidades (Fuente: INSEE [Consultar]) |     |     |     |     |     |     |     |     |     |     |     |     |     |     |     |     |     |     |     |     |     |     |     |     |     |     |     |     |     |     |     |     |